# Секопе Кепу
Секопе Кепу (енгл. Sekope Kepu; 5. фебруар 1986) професионални је рагбиста и репрезентативац Аустралије, који тренутно игра за Варатасе.

## Биографија
Висок 188 цм, тежак 125 кг, Кепу је пре Варатаса играо за Каунтри Иглс и Каунтис Макау. За "валабисе" је до сада одиграо 58 тест мечева и постигао 2 есеја.